# Black Hornet Nano
Black Hornet Nano (PD-100 PRS) är en militär mikro UAV framtagen av det norska företaget Prox Dynamics. Drönaren väger endast 17 gram och är utformad med tanke på övervakning och personlig rekognosering (PRS) för marktrupper.
Drönarsystemet är utformat så att det ska vara lätt för marktrupper att ta med sig. Drönaren är utrustad med tre övervakningskameror som är dolda i nosen. Drönaren har en längd på 100 millimeter och rotorerna en spännvidd på 120 millimeter. Två drönare får plats i basstationen, som i sin tur väger mindre än ett kilogram utan display.
Norge och Storbritannien har skänkt 1 000 drönare av denna typ till Ukraina efter Rysslands invasion av Ukraina.

## Användare
- British Armed Forces
- Norges armé
- US Marine Corps
- Australian Army
- Ukraina